# Adama aurea
Adama aurea är en insektsart som beskrevs av Rauno E. Linnavuori 1961. Adama aurea ingår i släktet Adama och familjen dvärgstritar. Inga underarter finns listade i Catalogue of Life.